# Metella (nouvelle)
Pour les articles homonymes, voir Metella.
Metella est une nouvelle de George Sand parue le 15 octobre 1833 dans la Revue des Deux Mondes. La nouvelle a pour récit cadre la vie amoureuse de Lady Metella Mowbray, une femme à l’aube de la trentaine, issue de l’aristocratie anglaise et vivant à Florence. Elle s’articule autour de deux récits imbriqués, ceux des deux passions de l’héroïne, l’une pour un homme de son âge, l’autre pour un homme de plus de 10 ans son cadet.

## Contexte d'écriture
George Sand est déjà une écrivaine à succès après la parution d’Indiana l’année précédente et son partenariat avec François Buloz, son éditeur, est très lucratif. Ainsi, des mots de sa fille Solange, Sand prend « tout l’argent à Buloz » avec ses œuvres. Néanmoins, l’autrice a toujours besoin d’argent, car elle planifie alors un long voyage en Italie avec Alfred de Musset, qui est son amant depuis fin juillet. C’est dans ce contexte de nécessité économique qu’elle commence probablement Metella au cours du mois d’août 1833 et la termine au plus tard le 2 octobre, date à laquelle elle écrit à Buloz pour qu’il vienne chercher le manuscrit à sa maison au quai Malaquais, à Paris. Le 7 octobre, elle lui écrit de nouveau pour demander ses mille francs pour sa nouvelle. Celle‑ci paraît finalement le 15 octobre dans la Revue des Deux Mondes. L’édition en volume ne tarde pas: un mois plus tard, le 20 novembre, toujours dans une lettre à son éditeur, Sand propose de faire paraître, pour 5000 francs, deux volumes qui réuniront Le Secrétaire intime, La Marquise, Lavinia et Metella. L’argent rapporté par Metella autant pour sa publication en revue qu’en volume permet à Sand et Musset de partir pour l’Italie en décembre.
La nouvelle se compte dans une « longue suite vouée à la féminité », à laquelle s’adonne Sand dans la première moitié des années 1830. Metella vient après les romans Indiana (1832), Valentine (1832), Lélia (1833), mais aussi après les nouvelles La Marquise (1832), Cora (1833) et Lavinia (1833) ; tous ces textes sont dédiés à une héroïne éponyme. Si nombre de ces textes décrivent des réalités connues par Sand, le décor italien de Metella est purement imaginé, car Sand n’a encore jamais mis pied à Florence ou à Venise à l’écriture de la nouvelle.
Metella paraît aussi dans une année « singulièrement agitée » pour George Sand qui qualifie l’année 1833 de « l’une des plus tristes années de [sa] vie ». Elle qui avait voulu être une écrivaine reconnue déchante lorsque son nouveau statut se transforme « en un esclavage irritant et continuel ». Elle supporte mal la célébrité associée à son succès, alors qu’elle « aurai[t] souhaité vivre obscure ». De plus, sa vie amoureuse ne lui laisse pas de répit. Après sa relation avec Marie Dorval qui se transformera en une « amitié profonde et indéfectible », elle connait avec Prosper Mérimée un échec retentissant qui fait parler le tout Paris et qu’elle qualifie de « la plus incroyable sottise de [sa] vie ». Sa relation nouvelle avec Musset lui apporte un réconfort dans la deuxième moitié de l’année.
Malgré son entrée en littérature avec Indiana, la critique n’épargne pas Sand, alors qu’elle vient de publier Lélia qui est « vivement attaquée dans la presse ». Elle est perturbée par la colère de son protecteur et mentor Delatouche à son égard et elle est en froid avec Balzac, depuis sa rupture avec Jules Sandeau. Pour clore le tout, l’entrée de son fils Maurice au collège lui cause un profond chagrin.

## Histoire éditoriale
La première édition en volume de la nouvelle paraît en 1834 chez Magen et est issue du contrat signé avec François Buloz en novembre 1833. La nouvelle est rééditée plusieurs fois du vivant de Sand. Parmi les éditions importantes :
- en 1837 dans le tome X des Œuvres complètes chez Félix Bonnaire ;
- en 1844 dans le tome V des Œuvres complètes chez Perrotin ;
- en 1852 dans le tome II des Œuvres illustrées chez Pierre-Jules Hetzel, avec des dessins de Tony Johannot et Maurice Sand ;
- en 1861 dans le recueil Nouvelles chez Michel Lévy, qui restera l'édition définitive de l'oeuvre (aux côtés de Lavinia, Pauline, Mattea, Metella et Melchior).

Lorsque Sand cherche à rééditer ses œuvres en 1851, Hetzel, son éditeur, lui demande de changer la fin de Metella en faisant se marier Olivier et Sarah. Dans sa réponse, Sand refuse ce dénouement mais concède que « le conte finit trop brusquement et trop tristement [et qu']il faut le finir en quelques lignes qui ouvrent un autre horizon, vulgaire, mais consolant. » Ainsi, à la fin existante, elle ajoute ce paragraphe qui figure dans certaines éditions ultérieures de la nouvelle :
Mais le temps est plus maître de nous que nous‑mêmes ; la femme ne veut pas se flétrir sans avoir fleuri, et il n’est point de courageux dévouement que Dieu ne récompense dans ceux qui l’accomplissent, ou dans ceux qui en sont l’objet. Celui d’Olivier porta ses fruits. Sarah s’habitua peu à peu à son absence, et un jour vint où elle aima un époux digne d’elle. Metella, fortifiée contre le souvenir des passions par une conscience raffermie et par le sentiment maternel que la douce Sarah sut développer dans son cœur, descendit tranquillement la pente des années. Quand elle eut accepté franchement la vieillesse, quand elle ne cacha plus ses beaux cheveux blancs, quand les pleurs et l’insomnie ne creusèrent plus à son front de rides anticipées, quand l’effacement du marbre antique se fit calme, lent, et rationnel, on y vit d’autant plus reparaître les lignes de l’impérissable beauté du type. On l’admira encore dans l’âge où l’amour n’est plus de saison, et, dans le respect avec lequel on la saluait, entourée et embrassée par les charmants enfants de Sarah, on sentait encore l’émotion qui se fait dans l’âme à la vue d’un ciel pur, harmonieux et placide que le soleil vient d’abandonner.

## Résumé

### Première partie
Le comte de Buondelmonte est sur la route de Florence après un voyage. Sa chaise de poste est cassée dans un accident, et il est recueilli par un jeune voyageur Suisse, Olivier, qui l’invite dans sa voiture. La politesse empêche les deux voyageurs de se demander mutuellement leur nom. Ils s’arrêtent à une auberge pour la nuit. Olivier, qui a un peu trop bu, demande à Buondelmonte si la fameuse Lady Mowbray est à Florence, car il souhaite la rencontrer. Il raconte ensuite les ouï-dire sur elle et son amant, sans même savoir que celui‑ci s’agît de son interlocuteur. Ainsi, Olivier raconte à Buondelmonte sa propre histoire. Le comte admet connaître Lady Mowbray lorsqu’Olivier affirme qu’elle ne doit « plus être très jeune », car elle approche les trente ans. Buondelmonte lui affirme plutôt qu’elle est toujours belle, et il reproche au jeune homme d’être romanesque. Une dernière rumeur pousse Buondelmonte à se dévoiler accidentellement : on dit qu’il prévoit mettre fin à sa relation avec la lady. Non choqué qu’Olivier se dise amoureux d’elle, le comte l’invite à un déjeuner à trois le lendemain, à Florence. Une sorte d’aversion subtile se crée entre les deux hommes : Olivier ne peut « pardonner au comte de l’avoir laissé parler à tort à travers, sans nommer » et Buondelmonte a sur le cœur « le peu de repentir » d’Olivier pour les « étourderies qu’[il] avait débitées ».
Les deux hommes, lorsqu’ils voient Lady Mowbray pour le déjeuner, cachent le « secret tourment » que Metella n’est plus jeune. Néanmoins, les deux s’adonnent à des cajoleries et des attentions, qui redonne à l’anglaise un éclat rajeunissant. Et, bien qu’elle aime toujours le comte, celui‑ci ne l’aime que « tant qu’elle [est] aimée des autres. » Ainsi, alors qu’elle est plus vieille et qu’on ne la remarque plus, au profit d’une princesse allemande ou encore d’une prima donna, Buondelmonte perd intérêt pour elle. Lady Mowbray, négligée ainsi, subit les ravages du temps en accéléré. Le comte arrange une rencontre entre Olivier et Metella à un bal, car il souhaite se débarrasser d’elle avant qu’elle soit rendue trop laide. Regrettant le stratagème, il tente de rejoindre son amante, qu’il découvre auprès du Suisse. Ils rompent finalement lorsqu’il s’emporte et lui dévoile tout ce qu’il n’osait pas lui dire ; cependant, son éclat de jalousie flatte Metella, qui se sent encore aimée. Elle attribue « tout ce que le comte lui avait dit d’abord à la colère », et se « jett[e] dans ses bras. »
Plusieurs semaines s’écoulent. Le comte ne parvient à raviver la flamme « qu’au feu de la jalousie » pour Olivier ; ainsi, lorsque seul avec sa maîtresse il regrette de ne pas l’avoir quittée, il ramène son rival auprès d’elle. Olivier décide donc de s’éloigner et passe quelque temps à Rome, jusqu’à ce que Lady Mowbray, au désespoir et débarrassée de Buondelmonte, l’invite à la rejoindre à Milan. Le comte finit seul, délaissé à son tour par la princesse Wilhelmine, avec laquelle il s’est lié après la rupture avec Metella. Le chapitre se clôt sur une note d’ambiguïté sur le statut de la relation entre les deux personnages. En effet, bien qu’ils soient des amants, Metella adopte symboliquement Olivier. La confusion de leur lien est au centre du second chapitre.

### Deuxième partie
Cinq ans plus tard, Lady Mowbray est maintenant fixée en Suisse. Elle possède un château au lac Léman, où Olivier vient passer ses étés. La Lady est alors en voyage d’une quinzaine de jours, pendant qu’Olivier est seul. Elle reçoit une lettre de Paris : la supérieure d’un couvent souhaite lui envoyer sa nièce, Miss Sarah, atteinte d’une « maladie de langueur ». La jeune fille, âgée de quinze ans, est amenée par sa tante pour un changement d’air prescrit par ses médecins. Metella est prise d’un sentiment d’orgueil maternel en voyant Sarah, qui lui rappelle sa propre jeunesse. Cependant, elle devient jalouse en pensant à la rencontre de Sarah et Olivier. En effet, « Olivier est aussi beau [que Sarah] ; ils vont s’admirer mutuellement » car il remarquera nécessairement la différence d’âge entre la tante et la nièce. Pendant tout le voyage, elle reste épouvantée par l’idée d’un Olivier amoureux de Sarah, comme atteinte d’une anxiété cruelle.
Une fois de retour au lac Léman, Metella présente Olivier à Sarah comme son fils adoptif. Cela fait son effet : Olivier conserve une « prévenance respectueuse » avec la jeune fille, et celle‑ci reste timide avec lui. Olivier défend Sarah contre un homme qui l’approche lors d’une fête villageoise ; il est blessé après l’avoir défendue, comme un frère protégeant sa sœur. Il se présente comme le défenseur de Sarah. À la suite de cet événement, les deux jeunes gens se rapprochent, ce qui fait souffrir Lady Mowbray, qui décide néanmoins d’encourager leur amitié. Ils deviennent amis et vont même à cheval, loin du regard de Metella, ce qui accentue sa jalousie : si elle ne se cache pas dans sa chambre pour pleurer, elle les espionner plutôt à partir des endroits les plus sombres du parc.
Quelque temps après, Metella prend Sarah entrain d’écrire une lettre à une amie de couvent. Lorsque la jeune fille lui ment, Metella devient inquiète, car elle n’a jamais surveillé sa correspondance ; elle lui demande l’aveu, et, s’enfermant dans sa chambre, lit la lettre, dans laquelle Sarah avoue son amour pour Olivier. Cette nuit-là, Metella est incapable de dormir, et Sarah vient la rejoindre. La jeune fille dévoile qu’Olivier ne l’aime pas, ce qui soulage sa tante, qui accepte néanmoins d’interroger le jeune homme à ce sujet. Cependant, celui‑ci, « effrayé de ce qui se passait en lui et autour de lui », car il comprend que Sarah l’aime et que cela blesse Metella, annonce partir en voyage pour Lyon. Si Metella est d’abord enchantée par cette nouvelle, elle est rapidement laissée au désespoir lorsqu’elle découvre un billet d’Olivier : il ne compte revenir que lorsque Sarah sera mariée. Il ne revient jamais.

## Personnages

### Lady Metella Mowbray
Elle est une lady anglaise venue en Italie pour « chercher une vie plus libre », réputée pour sa beauté : elle est « la femme la plus aimable de l’Europe. » D’une remarquable beauté, elle possède des lignes de beauté sévères et antiques adoucies par une expression sereine et tendre, elle est douce et généreuse. Or, malgré « tous ses avantages », elle n’est plus jeune, ce qui est pour elle une source d’angoisse puis plus tard d’envie.

### Olivier
Âgé de vingt ans dans la première partie, Olivier est fils unique et héritier d’une grande fortune. Il est charmant et sa « conversation, sans avoir un grand éclat, [est] fort au‑dessus des banalités ». Il part à Florence car il croit être amoureux de Lady Mowbray, qu’il n’a pourtant jamais vue.

### Sarah
Elle est une jeune orpheline de quinze ans et la nièce de Metella. « Belle comme un ange », elle porte une expression « raphaélique qu’on avait si longtemps admirée dans Metella. » Son comportement est aussi angélique que sa figure. Sa tante se voit en elle et par conséquent prend un sentiment maternel pour elle, mais également une certaine jalousie.

### Le comte de Buondelmonte
Il est l’amant de Lady Mowbray pendant dix ans. Il est décrit tel un bel homme, aimable, brave, cordial, bien qu’il puisse parfois se montrer extrêmement jaloux à l’égard de Lady Mowbray. S’il l’a aimée lorsqu’elle était jeune et belle, il ne reste avec elle à trente ans que pour l’attention qu’il reçoit dans sa société. Il conserve ainsi des ressentiments pour l’anglaise.

### La princesse Wilhelmine
Une jeune princesse allemande sur laquelle le comte de Buondelmonte jette son dévolu. Elle est une grande liseuse de romans et elle attire l’œil. À la manière de Lady Mowbray, elle fait sa renommée en organisant des événements mondains.

### Hantz
Il est le valet de chambre d’Olivier. Il est à la fois consciencieux et soucieux du bien‑être de son maître.

## Accueil critique
La nouvelle est peu remarquée par la critique contemporaine de Sand. Cependant, le lendemain de la parution de la nouvelle dans la Revue des Deux Mondes, Sainte-Beuve écrit à Sand pour la féliciter de Metella, qu’il considère comme un chef‑d’œuvre. Le critique, qui a déjà fait la recension de Sand plus d’une fois depuis Indiana, affirme que l’écrivain n’a « jamais rien fait de mieux, de plus plein, de plus simple, de plus drôle par moments et original comme tout ce début, de plus creusé et de plus émouvant [que Metella]. »
La critique rétrospective est ambivalente. Dans un article du Temps du 30 juillet 1834 écrit à l’occasion de la parution du Secrétaire intime, l’auteur (qui signe « A.G. ») reproche à Metella de ne pas avoir de fin, et que la « nouvelle n’est pas digne de figurer au rang des meilleures productions de G. Sand. » Néanmoins, il convient de l’efficacité de la scène de confidence d’Olivier et Buondelmonte au début de la nouvelle, et que « la situation douloureuse d’une femme qui se sent vieillir et qui voit son amant se refroidir [est] bien reproduite. » Dans un article du Temps paru le 3 mars 1837 pour annoncer la publication des Œuvres complètes chez Félix Bonnaire, l’auteur (un « E.S. » cette fois) place Metella devant les autres nouvelles du premier volume : pour lui, la nouvelle est une « belle et touchante histoire » et que le dénouement peut faire pleurer.

## Structure de la nouvelle
La structure narrative de Metella est complexe, particulièrement celle du premier chapitre, qui s’ouvre sur un récit cadre qui contient trois récits enchâssés. Si le texte s’ouvre sur un narrateur premier relevant de l’instance auctoriale, Olivier prend sa place comme narrateur second ; il rapporte l’histoire de Lady Mowbray et du comte de Buondelmonte. Le premier récit enchâssé est celui de la rencontre entre Buondelmonte et Lady Mowbray, qui « peut être lu comme une esquisse de roman sentimental [car il] force le trait jusqu’au pastiche. » Metella fait le vœu de ne plus aimer afin d’éloigner un prétendant, mais le comte se présente comme un prince charmant, irrésistible : « il était si beau, si aimable, si spirituel, que Lady Mowbray chancela dans sa résolution. » Le deuxième récit est celui des « hauts faits conjoints des amants lors de l’attaque par des voleurs de leur chaise de poste », qui renforce ainsi leur amour. Le troisième cependant « laisse entrevoir la rupture » des amants, qui est confirmée à la fin du chapitre. La rupture est rapportée comme une rumeur : « on dit […] que le comte de Buondelmonte quitte Lady Mowbray? » La structure de la nouvelle et la présence de récits enchâssés rapportés par un narrateur second, personnage de l’œuvre, rappelle le Décaméron et l’Heptaméron de Bocace.

## Thèmes

### Le vieillissement féminin
Pour Simone Bernard‑Griffiths, les personnages du roman sont « confrontés à une même expérience, celle que l’inclination masculine entretient avec les divers âges de la femme à laquelle l’impératif de la beauté conçue comme principale arme de séduction confère une vulnérabilité particulière au vieillissement. » Les deux trios, en qui « s’inversent les proportions du masculin et du féminin » entre le premier et le second chapitre – « deux hommes [Olivier, Buondelmonte] face à une femme [Metella] d’abord, un homme [Olivier] face à deux femmes ensuite [Metella, Sarah] » – donne à voir, en miroir, les causes et conséquences de cette inclination. Dans les deux cas, l’âge entraîne un « semblable renoncement à l’amour » : la première fois « par comparaison du moi présent avec le moi ancien » (Metella vieille, Metella jeune) et la seconde « par la confrontation de ce moi ancien avec un autre, qui en est le double » (Metella jeune et Sarah).

### L'étrangère
Comme dans plusieurs de ses nouvelles, George Sand met en scène une étrangère dans Metella : Lady Mowbray est fille d’une Italienne et d’un Anglais. D’ailleurs, tous les protagonistes de la nouvelle sont étrangers. Cela permet à « Sand [de] s’amuse[r] dans ce texte à définir ses personnages par les clichés attribués à leur nationalité. »
Sylvie Charron Witkin avance que l’identité de l’étrangère chez Sand va au-delà de l’origine géographique pour camper le caractère marginal de ses héroïnes qui sont obligées de quitter la société qui les juge. Metella fuit d’abord l’Angleterre : « sa réputation avait reçu en Angleterre quelques atteintes assez sérieuses pour lui faire désirer de quitter ce pays. » Ensuite, c’est son âge qui la pousse à fuir Florence pour se réfugier en Suisse. En fait, comme le souligne Charron Witkin, les héroïnes de Sand « refuse[nt] le sort qui [leur] est réservé ». En filigrane, c’est le combat de George Sand contre les préjugés de son siècle que l’on entrevoit à travers la nouvelle. Elle‑même, qui a presque le même âge que son héroïne et qui rêve de s’évader avec Musset, doit lutter pour son indépendance dans une société masculine qui voit d’un mauvais œil ses revendications d’écrivaine.

## Études

### La comparaison avec Balzac
La critique littéraire a établi des parallèles entre Metella et La Femme abandonnée, une nouvelle de Balzac parue en 1832 dans la Revue de Paris, qui traite aussi de l’abandon d’une femme.
Janis Glasgow y consacre un livre, dans laquelle elle avance la thèse que Metella a pu être inspirée par la nouvelle de Balzac. En effet, les deux œuvres sont similaires, autant leur intrigue que les lieux, et même les personnages : « [dans] l’un et l’autre cas, l’héroïne, une première fois abandonnée par un amant indigne d’elle, devient la maîtresse d’un homme plus jeune et ils connaissent ensemble plusieurs années d’un bonheur intense, vécues partiellement dans les mêmes lieux, en Suisse, au bord du lac de Genève. Puis une nouvelle rupture intervient. Tragique répétition, source de souffrances renouvelées pour les deux femmes en proie au vieillissement. » Jeannine Guichardet précise cependant que les deux œuvres ont des dénouements opposés : « chez Balzac, la mort inéluctable ; chez Sand, la vie qui continue. »
Cependant, si d’après Glasgow, « Sand voulait offrir à Balzac une sorte de réplique sur la condition féminine telle que Balzac l’envisageait », Guichardet ajoute que, bien que Sand et Balzac se connaissaient depuis 1831, il n’y a rien qui permette, « dans la correspondance les œuvres autobiographiques [et] dans les préfaces rédigées ultérieurement », d’affirmer que Metella réponde à La Femme abandonnée. Il n’y a « pas d’allusion donc chez Sand à La Femme abandonnée, pas plus que chez Balzac à Metella. »

### Réalisme et idéalisme
George Sand juxtapose dans Metella deux genres littéraires de l’époque : réalisme et idéalisme. D’une part, les personnages sont campés dans un réalisme psychologique, et l’auteure décrit avec réalisme les complexités d’un amour à la fois sur son déclin et alimenté par la jalousie, en intégrant l’impact du vieillissement et de la différence d’âge. À cette vision réaliste s’oppose la notion d’un amour idéalisé. Les triangles amoureux mis en scène par Sand dans Metella amènent le lecteur à se questionner sur les notions de fidélité et sur l’institution du mariage et dans quelle mesure cette dernière peut être « comprise comme une moquerie envers les femmes dans les sphères sociale et politique. » Sand elle-même admet la nécessité de combiner le poétique et l’analyse dans ses œuvres, l’amour étant idéalisé par Sand au point d’en devenir improbable, comme le rapporte Naomi Schor.

#### Éditions de la nouvelle
- George Sand, « Metella », dans la Revue des Deux Mondes, 15 octobre 1833, p. 121-170.
- George Sand, « Metella », dans Le Secrétaire intime suivi de Metella, La Marquise, Lavinia, t. II, Paris, Victor Magen, 1834. Première édition en volume de la nouvelle.
- George Sand, « Metella », dans Œuvres complètes, t. X, Paris, Félix Bonnaire, 1837.
- George Sand, « Metella », dans Œuvres complètes, t. V, Paris, Perrotin, 1844.
- George Sand, « Metella », dans Œuvres complètes, t. II, Paris, Hetzel, 1852.
- George Sand, « Metella », dans Nouvelles, Paris, Michel Lévy, 1861.
- George Sand, « Metella », dans Nouvelles. La Marquise, Lavinia, Metella, Mattea, Pauline, Paris, Éditions des femmes, 1986.
- George Sand, « Metella », dans La Marquise, Lavinia, Metella, Mattea, Paris, Actes Sud, 2002.

#### Études savantes
- « Genre sexué/genre littéraire : la nouvelle de Sand », in C. Boustani (dir.), Effets du féminin. Variations narratives francophones, Paris, Karthala, 2003, p. 193‑205.
- Pascale Auraix-Jonchière, « La femme au miroir des âges dans Metella et Isidora de George Sand », Studia Philologia, no 4, 2008, p. 135-145.
- Olivier Bara, « Musset et Sand ironistes : deux romantismes critiques ? », Littératures, no 61, 2009, p. 29‑45.
- Simone Bernard‑Griffiths, « Metella (1833) ou la nouvelle comme laboratoire d’écriture », Essais sur l’imaginaire de George Sand, Paris, Garnier Classiques, coll. « Études romantiques et dix‑neuviémistes », 2018, p. 465‑481.
- Simone Bernard‑Griffiths, « Lecture croisée de La femme abandonnée (1832) de Balzac et de Metella (1833) de George Sand », Essais sur l’imaginaire de George Sand, Paris, Garnier Classiques, coll. « Études romantiques et dix‑neuviémistes », 2018, p. 483‑504.
- Simone Bernard‑Griffiths, « Metella », in S. Bernard‑Griffiths et P. Auraix‑Jonchière (dir.), Dictionnaire George Sand, Paris, Honoré Champion, t. II, 2015, p. 751‑758.
- Lisa M. Blair, « Metella: Shattered mirrors », George Sand’s Nouvelles: Reflections, Perceptions and the Self, New York, Peter Lang, coll. « Currents in Comparative Romance Languages and Literatures », 1999, p. 45‑61.
- Sylvie Charron Witkin, « Les Nouvelles de George Sand : fictions de l’étrangère », Nineteenth‑Century French Studies, vol. 23, no3/4, 1995, p. 365‑372.
- Antonia Fonyi, « Nouvelle, subjectivité, structure. Un chapitre de l'histoire de la théorie de la nouvelle et une tentative de description structurale », Revue de littérature comparée, vol. 50, no4, 1976, p. 355‑375.
- Janis Glasgow, Une esthétique de la comparaison. Balzac et George Sand. La Femme abandonnée et Metella, Paris, Nizet, 1978.
- Janis Glasgow, « Préface », in E. Sourian (éd.), Nouvelles. La Marquise, Lavinia, Metella, Mattea, Pauline, Paris, Éditions des femmes, 1986, p. 158‑162.
- Claudine Grossir, « Représenter le travail des femmes : Quels enjeux ? », George Sand Studies, vol. 25, 2006, p. 80‑97.
- Jeannine Guichardet, « Metella au miroir de La Femme abandonnée », Balzac‑mosaïque, Clermont‑Ferrand, Presses universitaires Blaise Pascal, 2007, p. 401‑413.
- Naomi Schor, George Sand & Idealism, New York, Columbia University Press, 1993.